# Mega Ficción
Mega Ficción es un canal de televisión por suscripción chileno propiedad de Mega Media (parte del grupo Bethia), que emite telenovelas y series de ficción producidas por Mega. Fue lanzado oficialmente el 1 de abril de 2022 a través de VTR, en el canal 759 HD y 29 SD, reemplazando al canal de televisión Star Life.

## Historia

### Fundación y primer año (2022)
En febrero de 2022 se dio a conocer que la empresa Disney había decido ponerle fin a varias de sus señales de televisión por cable en Latinoamérica, por lo que las cableoperadoras debieron ajustar su oferta para continuar atrayendo a sus clientes. En el caso de VTR, se anunció que a partir del 1 de abril ingresarían un total de nueve canales, incluyendo de forma exclusiva a Mega Ficción, señal que transmite, hasta hoy, las más destacadas producciones dramáticas de la estación de Bethia, como lo son Perdona nuestros pecados, Verdades ocultas, Edificio Corona y Como la vida misma, entre muchas otras; aparte de destacadas películas chilenas como las del imitador chileno Stefan Kramer, series dramáticas y biográficas como No nos quieren ver, Adiós al Séptimo de Línea y Martín: El hombre y la leyenda; programas como Código Rosa e Historias de cuarentena; y comedias como Paola y Miguelito y Casado con hijos, entre otras. El canal inició sus transmisiones el 1 de abril a las 06:00.
Desde el 23 de diciembre de 2022, el cableoperador digital Zapping TV lo incorpora en su parrilla en el canal 24.

## Programación

### Telenovelas
Originales
- Amanda
- Amar profundo
- Ámbar
- Casa de muñecos
- Como la vida misma
- Demente
- Edificio Corona
- Eres mi tesoro
- Generación 98
- Hasta encontrarte
- Hijos del desierto
- Isla Paraíso
- Juego de ilusiones
- Juegos de poder
- La ley de Baltazar
- Maldita
- Papá a la deriva
- Perdona nuestros pecados
- Pituca sin lucas
- Pobre gallo
- Pobre novio
- Si yo fuera rico
- Te doy la vida
- Tranquilo papá
- Verdades ocultas
- Verdades ocultas, 25 años después
- Yo soy Lorenzo

Adaptaciones
- El señor de La Querencia (2024)

### Series y unitarios
- Adiós al Séptimo de Línea (Serie basada en la novela de época homónima escrita por Jorge Inostroza)
- Código rosa (Programa en donde relatan historias de mujeres)
- El niño rojo (Serie biográfica del Libertador Bernardo O'Higgins)
- Historias de cuarentena (Serie-programa en donde personas relatan sus vivencias en plena pandemia de coronavirus)
- Martín: El hombre y la leyenda (Serie biográfica del boxeador chileno Martín Vargas)
- No nos quieren ver (Serie basada en hechos reales)
- Poemas malditos (Serie basada en hechos paranormales y sobrenaturales)

### Películas
- Alma
- El ciudadano Kramer
- Ema
- Fuga
- Se busca novio para mi mujer
- Stefan v/s Kramer

### Comedias y humor
- Casado con hijos
- Chico reality
- Detrás del Muro (Morandé con compañía)
- La colonia
- Mi Barrio
- Paola y Miguelito